# Mikulin AM-39
El Mikulin AM-39 fue un motor de aviación refrigerado por líquido desarrollado en la Unión Soviética, basado en la versión de alta potencia AM-35A del modelo previo AM-35, siendo empleado en los prototipos de caza Mikoyan-Gurevich I-220 y Polikarpov ITP y en el bombardero Tupolev SDB.

## Especificaciones
- Tipo: 12 cilindros en V a 60°
- Diámetro: 160 mm
- Carrera: 190 mm
- Desplazamiento: 46,66 litros
- Peso: 1.080 kg
- Alimentación: carburador
- Refrigeración: líquida
- Potencia: 1.343 kW (1.800 hp) a 2.350 rpm
- Potencia específica: 28,8 kW/L
- Sobrealimentador: centrífugo de dos velocidades con intercambiador de calor